# Cappella di Versailles
La cappella palatina di San Luigi IX di Francia della Reggia di Versailles è situata all'interno del complesso del palazzo reale, lungo l'ala nord.
L'attuale cappella è la quinta nella storia del palazzo. Queste cappelle si evolvettero con l'espansione del castello e formarono il punto focale della vita quotidiana della corte durante l'Ancien Régime.

## Storia

### La prima cappella
La prima cappella del palazzo è da datarsi all'epoca di Luigi XIII ed era collocata in un padiglione separato a nord-est del castello. Questa cappella seguiva il modello palatino, tradizionale in Francia e anche le successive cappelle costruite mantennero questo schema. La cappella venne demolita nel 1665 durante la costruzione della Grotta di Teti nel giardino.

### La seconda cappella
La seconda cappella della reggia venne creata durante la seconda campagna di costruzione avviata da Luigi XIV (1669–1672), quando Louis Le Vau costruì il château neuf. Quando la nuova parte del castello venne completata, la cappella venne situata nel grand apartment de la reine a formare un pendant simmetrico con il salon de Diane nel grand appartement du roi. Questa cappella venne utilizzata dalla famiglia reale e dalla corte sino al 1678, anno nel quale venne costruita la terza cappella e l'area della seconda cappella venne convertita nella salle des gardes de la reine.

### La terza cappella
Collocata nei pressi della nuova salle des gardes de la reine, questa cappella rimase in servizio per Versailles solo per breve tempo. Poco dopo la sua costruzione, Luigi XIV la trovò poco conveniente e poco pratico per le sue necessità e per quelle della corte che ufficialmente venne trasferita a Versailles nel 1682. Nel 1682, pertanto, questa stanza venne convertita nella grande salles des gardes de la reine (ed ora è conosciuta col nome di la salle du sacre) e venne costruita una nuova cappella.

### La quarta cappella

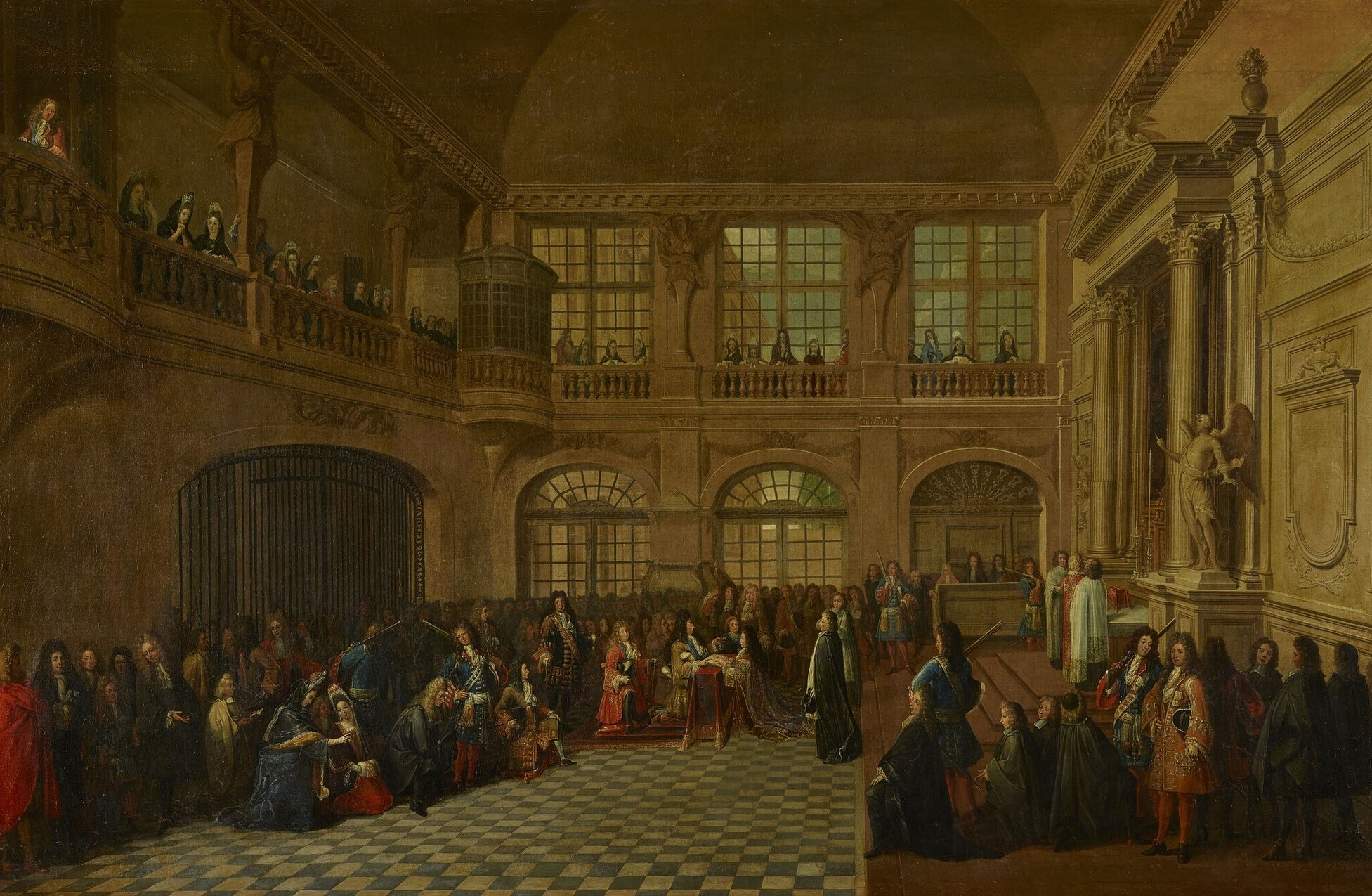
La quarta cappella nel 1695 nel dipinto Luigi XIV riceve il giuramento del marchese di Dangeau

Con la costruzione della aile du Nord, l'ala nord del castello, venne costruita anche una nuova cappella. La costruzione necessitò della distruzione della Grotta di Teti. Quando la quarta cappella venne costruita, il salon de l'Abondance che aveva servito come entrata per il cabinet des médailles nel petit appartement du roi, venne trasformato in vestibule de la chapelle — Così nominato per la sua altezza rispetto al livello della cappella a formare un palco dal quale ogni giorno il re e la famiglia reale assistevano alla messa. Questa cappella rimase in uso sino al 1710 e fu testimone di molti eventi importanti per la corte e la famiglia reale durante il regno di Luigi XIV. Attualmente il salon d’Hercule e la parte inferiore del vestibolo occupa lo spazio della cappella.

### La quinta cappella

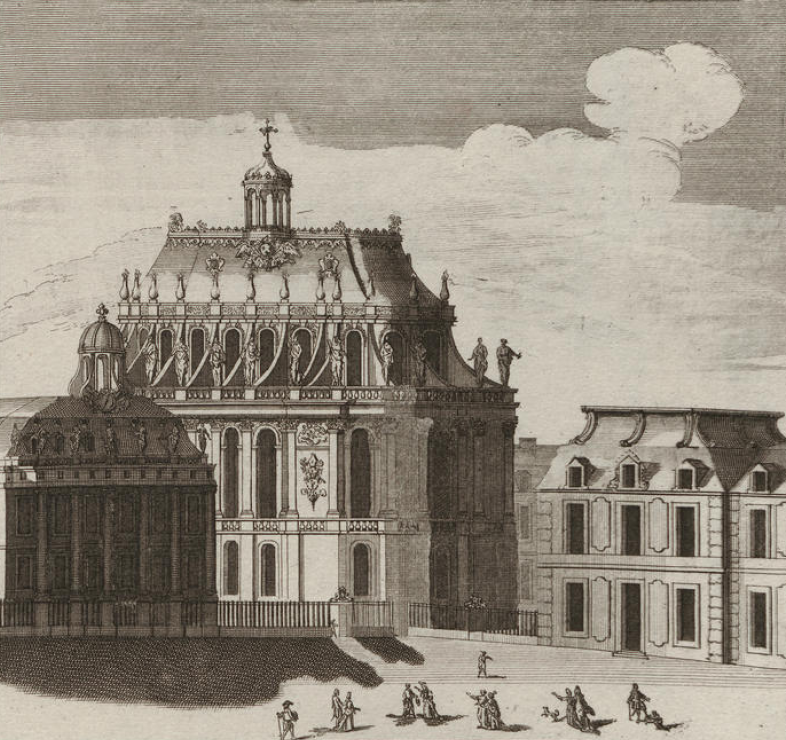
La cappella in un'incisione del 1725

Come punto focale della quarta campagna di costruzione (e ultima) di Luigi XIV (1699–1710), venne costruita la quinta e ultima cappella del palazzo di Versailles. Iniziata nel 1689, la costruzione venne fermata dalle spese per la Guerra della Lega di Augusta; Jules Hardouin-Mansart riprese la costruzione nel 1699 e continuò il progetto sino alla sua morte nel 1708, anno nel quale la direzione dei lavori venne presa da suo cognato Robert de Cotte che terminò il progetto. La cappella era la più grande cappella reale mai costruita a Versailles e difatti era l'unico edificio le cui alte volte rompevano la severa orizzontalità dei tetti del palazzo, attirandosi alcune contestazioni anche da parte di contemporanei come il duca di Saint-Simon, che la descrisse come un "enorme catafalco". Ad ogni modo, la magnificenza degli interni fu universalmente riconosciuta come un'opera d'arte ed addirittura presa a modello da Luigi Vanvitelli per il suo disegno della cappella per la Reggia di Caserta.
Dedicata a San Luigi IX di Francia, santo patrono dei Borbone e del re stesso, la cappella venne consacrata nel 1710.
Durante il XVIII secolo, la cappella ospitò i principali eventi della famiglia reale e della corte. I Te Deum venivano cantati qui solennemente in occasione delle vittorie militari e della nascita dei bambini (fils e filles de France) della famiglia reale; qui venivano celebrati i matrimoni più importanti come quello del delfino Luigi con l'infanta Maria Teresa il 23 febbraio 1745 o del delfino - poi Luigi XVI di Francia - con Maria Antonietta. Nella cappella si tenevano anche tutte le cerimonie facenti capo all'Ordine dello Spirito Santo..
La cappella venne sconsacrata nel XIX secolo e da allora servì per usi profani e per eventi privati. Qui si tengono solitamente anche concerti musicali, ma è anche stata riaperta al culto e sporadicamente vi viene celebrata la Messa in occasioni importanti.

## Descrizione

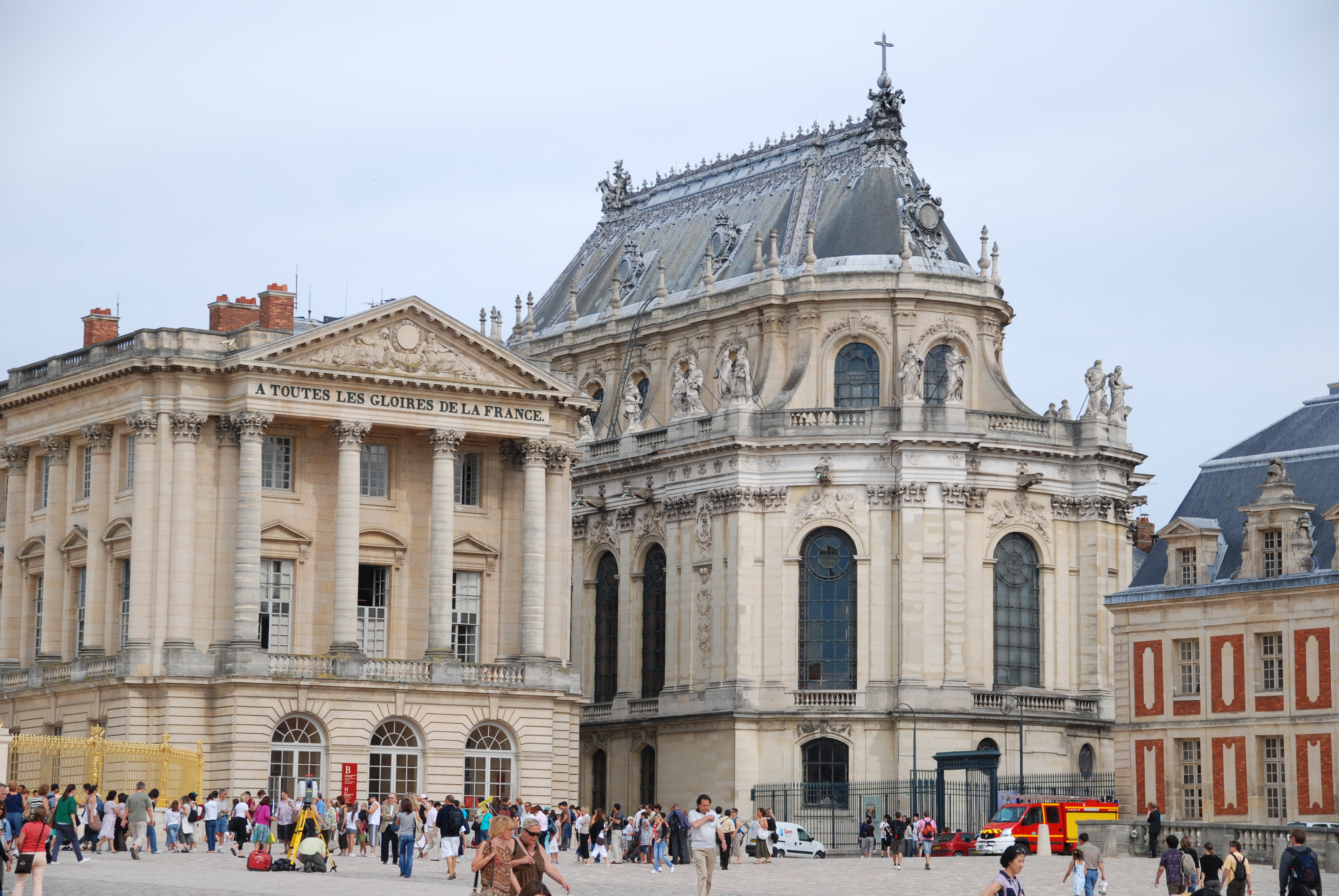
L'esterno della quinta ed attuale cappella

La cappella sorge nell'ala nord della Reggia di Versailles. Il suo stile è un connubio fra lo stile barocco, più accentuato nell'esterno, e il gusto classicheggiante dell'interno, che gli storici dell'architettura hanno definito "Classicismo barocco".

### Esterno
All'esterno, la cappella è priva di facciata, essendo raggiungibile direttamente dalle sale interne del palazzo, e segue la struttura interna, apparendo alquanto marcata la differenza di altezza tra la zona occupata dalle navate laterali e il deambulatorio e la zona occupata dalla navata centrale. Si aprono delle grandi monofore con arco a tutto sesto, sia in corrispondenza dei matronei, sia in corrispondenza della navata centrale; le finestre delle navate minori, invece, sono più piccole e con forma più squadrata.
Il tetto della cappella è stato progettato da Jules Hardouin-Mansart. Originariamente non doveva superare il resto del palazzo in altezza, ma, una volta terminato, raggiunse i 43 metri dal suolo; era sormontato, al centro, da una lanterna, demolita nell'anno 1765.
Sopra le navate laterali, a decorazione della balaustra, vi sono 28 statue, raffiguranti gli apostoli, gli evangelisti, alcuni padri della Chiesa e alcune Virtù cattoliche:
| Statua               | Autore                          | Altezza |
| -------------------- | ------------------------------- | ------- |
| San Tommaso          | Philippe Magnier                | 260 cm  |
| San Giacomo Minore   | Jean-Baptiste Théodon           | 260 cm  |
| San Giacomo Maggiore | Philippe Magnier                | 260 cm  |
| Sant'Andrea          | Jean-Baptiste Théodon           | 260 cm  |
| San Paolo            | Claude Poirier                  | 260 cm  |
| San Pietro           | Claude Poirier                  | 260 cm  |
| San Girolamo         | Guillaume Coustou               | 260 cm  |
| Sant'Agostino        | Guillaume Coustou               | 260 cm  |
| San Gregorio Magno   | Pierre Lepautre                 | 260 cm  |
| Sant'Ambrogio        | Pierre Lepautre                 | 260 cm  |
| San Luca             | Corneille van Cleve             | 285 cm  |
| San Matteo           | Corneille van Cleve             | 283 cm  |
| San Marco            | Corneille van Cleve             | 283 cm  |
| San Giovanni         | Corneille van Cleve             | 283 cm  |
| San Basilio          | Jean Poultier                   | 276 cm  |
| Sant'Atanasio        | Jean Poultier                   | 292 cm  |
| San Cirillo          | Simon Hurtrelle                 | 292 cm  |
| Sant'Ireneo          | Anselme Flamen                  | 292 cm  |
| San Filippo          | Anselme Flamen                  | 292 cm  |
| San Bartolomeo       | Anselme Flamen                  | 292 cm  |
| San Simone           | Jean-Louis Lemoyne              | 276 cm  |
| San Giuda Taddeo     | Jean-Louis Lemoyne              | 276 cm  |
| San Barnaba          | Jean Lapierre e Pierre Bourdict | 260 cm  |
| San Mattia           | Jean Lapierre                   | 260 cm  |
| Religione            | Sébastien Slodtz                | 292 cm  |
| Giustizia            | Pierre Granier                  | 292 cm  |
| Carità               | Robert Le Lorrain               | 292 cm  |
| Fede                 | François Barois                 | 292 cm  |

### Interno

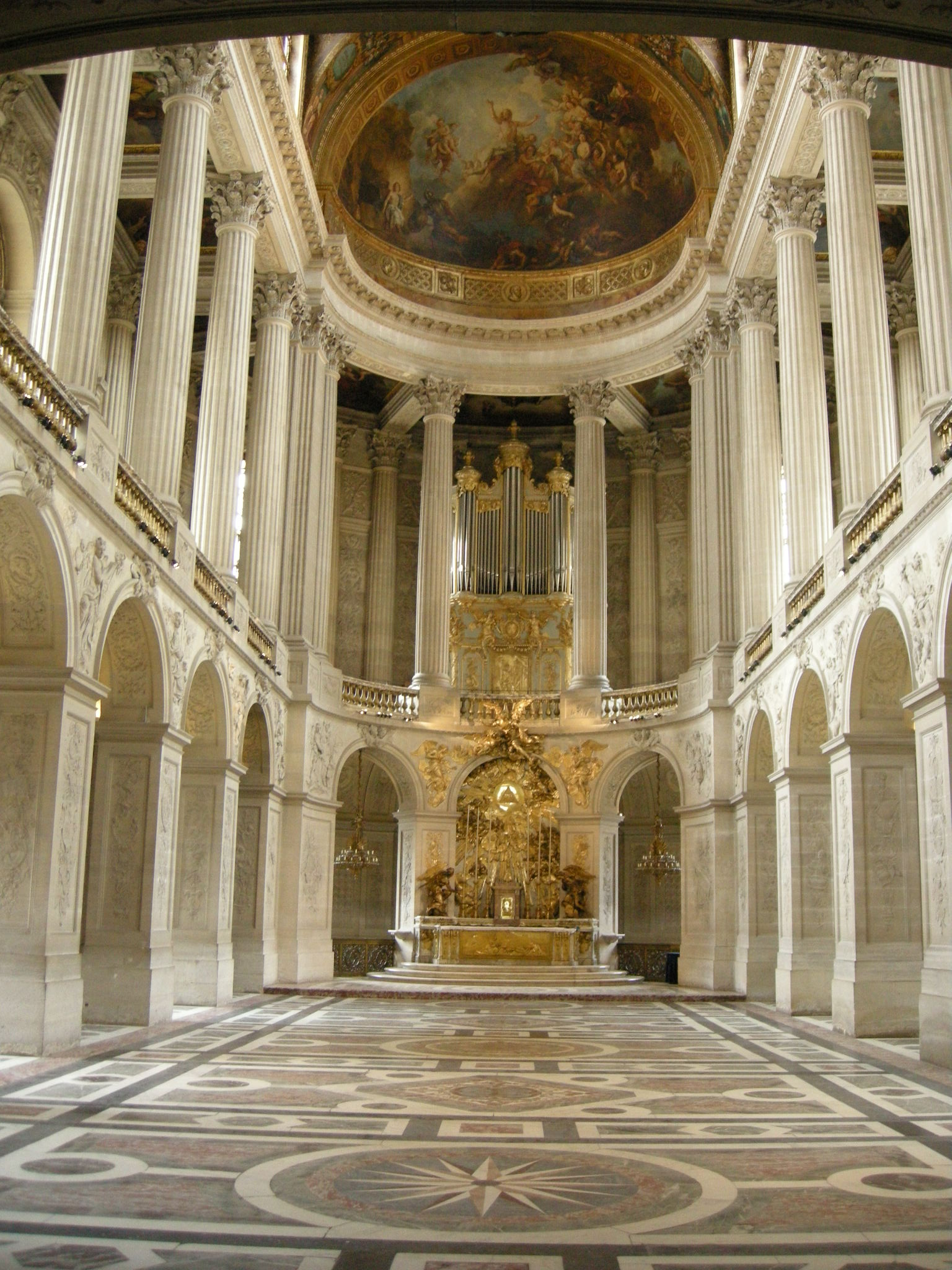
Interno

L'interno della chiesa riprende lo schema della facciata est del Louvre, realizzata da Claude Perrault solo pochi anni prima.
Lo spazio, di proporzioni "gotiche", è a tre navate, con le due laterali alquanto basse e sormontate da un alto matroneo con colonne corinzie.
L'accesso al livello della tribuna è permesso attraverso il vestibolo, conosciuto come salon de la chapelle, che venne costruito nella medesima epoca della cappella. Il salon de la chapelle è decorato con pietre bianche e sculture a bassorilievo tra le quali Luigi XIV attraversa il Reno di Nicolas e Guillaume Coustou che costituisce il punto focale dei decori della stanza.
Il pavimento della cappella stessa è decorato con marmi policromi, e sui gradini che portano all'altare spicca il monogramma "L" coronato alludente sia a San Luigi IX che a Luigi XIV. Le decorazioni pittoriche e scultoree rappresentano temi tratti dal Vecchio e dal Nuovo Testamento. Il soffitto della navata centrale rappresenta un affresco con Dio Padre in Gloria che porta al mondo la promessa di redenzione ad opera di Antoine Coypel; la semicupola dell'abside è decorata con La resurrezione di Cristo ad opera di Charles de La Fosse e sopra la tribuna reale si trova il dipinto La discesa dello Spirito Santo sulla Vergine e gli apostoli di Jean Jouvenet.

### Organo a canne

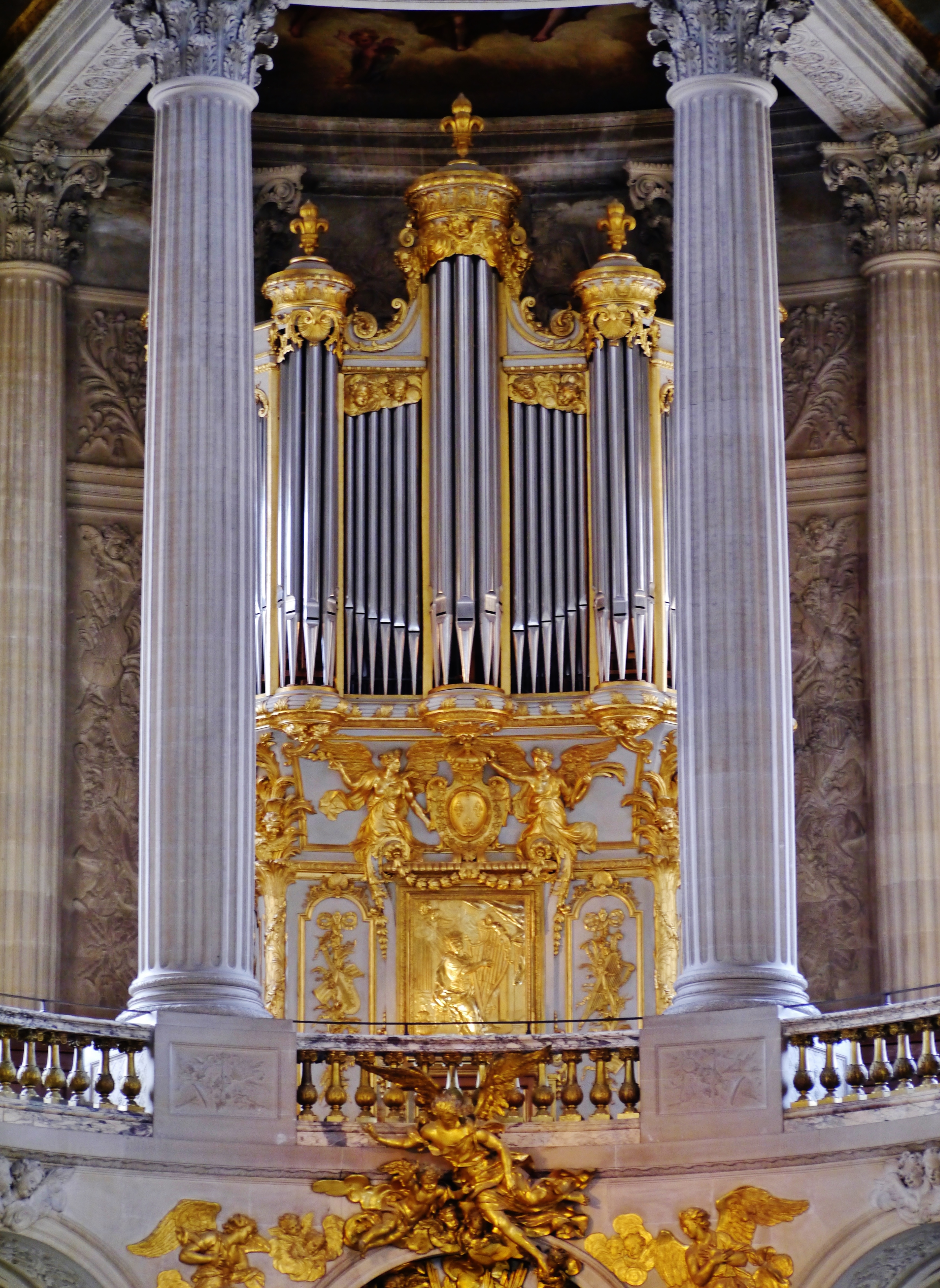
L'organo

Sul matroneo sovrastante il deambulatorio, sopra l'altare maggiore, addossato alla parete di fondo, vi è l'organo a canne barocco, costruito dall'organaro francese Robert Clicquot nel 1711 e, in quello stesso anno, inaugurato dall'allora organista della cappella François Couperin.
Sopravvissuto alla rivoluzione francese, è stato dapprima sostituito da un organo costruito da Aristide Cavaillé-Coll, poi da uno di Victor Gonzalez. Tra il 1990 e il 1995, l'organo è stato ricostruito da Jean Loup Boisseau e Bertrand Cattiaux fedele all'originale, riutilizzando di quest'ultimo la cassa lignea barocca e le canne del registro Plein jeu IV, mentre altre canne e i somieri fanno ancora parte integrante dell'organo di Cavaillé-Coll, attualmente presso la chiesa di Saint-Martin a Rennes.
L'organo è a trasmissione integralmente meccanica e dispone di 38 registri su quattro manuali e pedale; la sua consolle è a finestra, al centro della cassa, ed è chiusa da un pannello raffigurante Re David citaredo. La cassa barocca è riccamente decorata con rilievi dorati e presenta una mostra con canne di principale dell'ordine di 8'.